# Obelisco del Quirinale

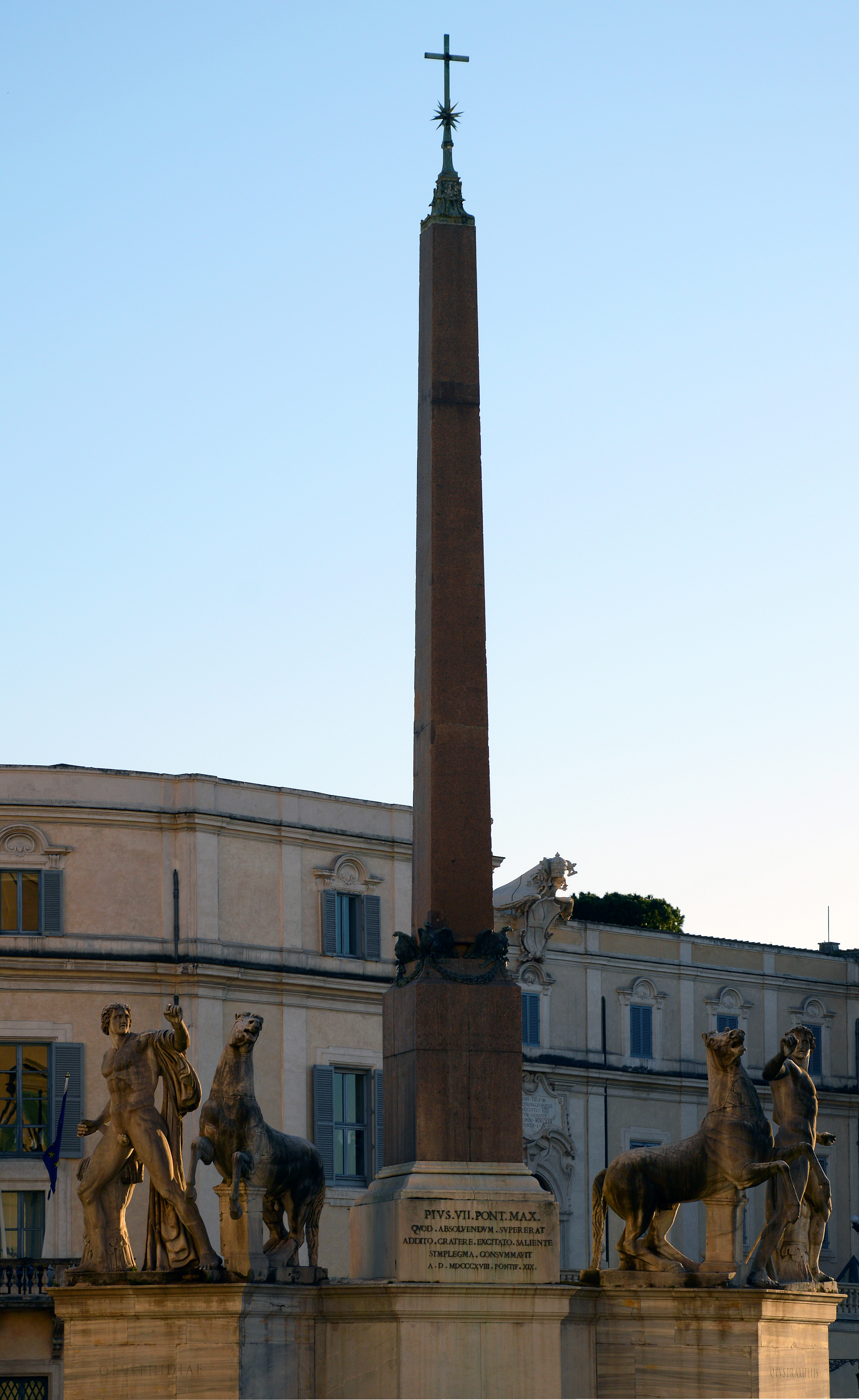
Obelisco di piazza del Quirinale

L'obelisco del Quirinale è uno dei tredici obelischi antichi di Roma, situato in piazza del Quirinale, dove fa parte della fontana dei Dioscuri.
Ha un'altezza 14,63 metri e con il basamento raggiunge 28,94 metri.
Realizzato in Egitto con granito rosso di Assuan, fu trasportato a Roma nel I secolo d.C., probabilmente all'epoca di Domiziano. Fu collocato insieme all'obelisco Esquilino all'ingresso del Mausoleo di Augusto. Il fatto di non avere iscrizioni fa presumere che la sua costruzione non sia così antica come la maggior parte degli obelischi egizi. Venne ritrovato nel 1527 insieme al gemello, ma fu eretto solo nel 1786, per volere di papa Pio VI, accanto alle statue dei Dioscuri provenienti dalle vicine terme di Costantino, ad opera dell'architetto Giovanni Antinori.